# Beausset (tổng)
Tổng Beausset là một tổng thuộc tỉnh Var trong vùng Provence-Alpes-Côte d'Azur.

## Địa lý
Tổng này được tổ chức xung quanh Beausset trong quận Toulon. Cao độ vùng này từ 0 m (Saint-Cyr-sur-Mer) đến 1 148 m (Signes) với độ cao trung bình 268 m.

## Các xã
Le canton du Beausset gồm 6 xã với dân số tổng cộng 26 726 người (điều tra dân số năm 1999, dân số không tính trùng).
| Xã                | Dân số | Mã bưu chính | Mã insee |
| ----------------- | ------ | ------------ | -------- |
| Le Beausset       | 7 723  | 83330        | 83016    |
| La Cadière-d'Azur | 4 239  | 83740        | 83027    |
| Le Castellet      | 3 799  | 83330        | 83035    |
| Riboux            | 22     | 13780        | 83105    |
| Saint-Cyr-sur-Mer | 8 898  | 83270        | 83112    |
| Signes            | 2 045  | 83870        | 83127    |

## Thông tin nhân khẩu
| 1962                                                     | 1968   | 1975   | 1982   | 1990   | 1999   |
| -------------------------------------------------------- | ------ | ------ | ------ | ------ | ------ |
| 8 663                                                    | 10 337 | 12 752 | 16 838 | 21 726 | 26 726 |
| Nombre retenu à partir de 1962 : dân số không tính trùng |        |        |        |        |        |